# Andreas Lukoschik

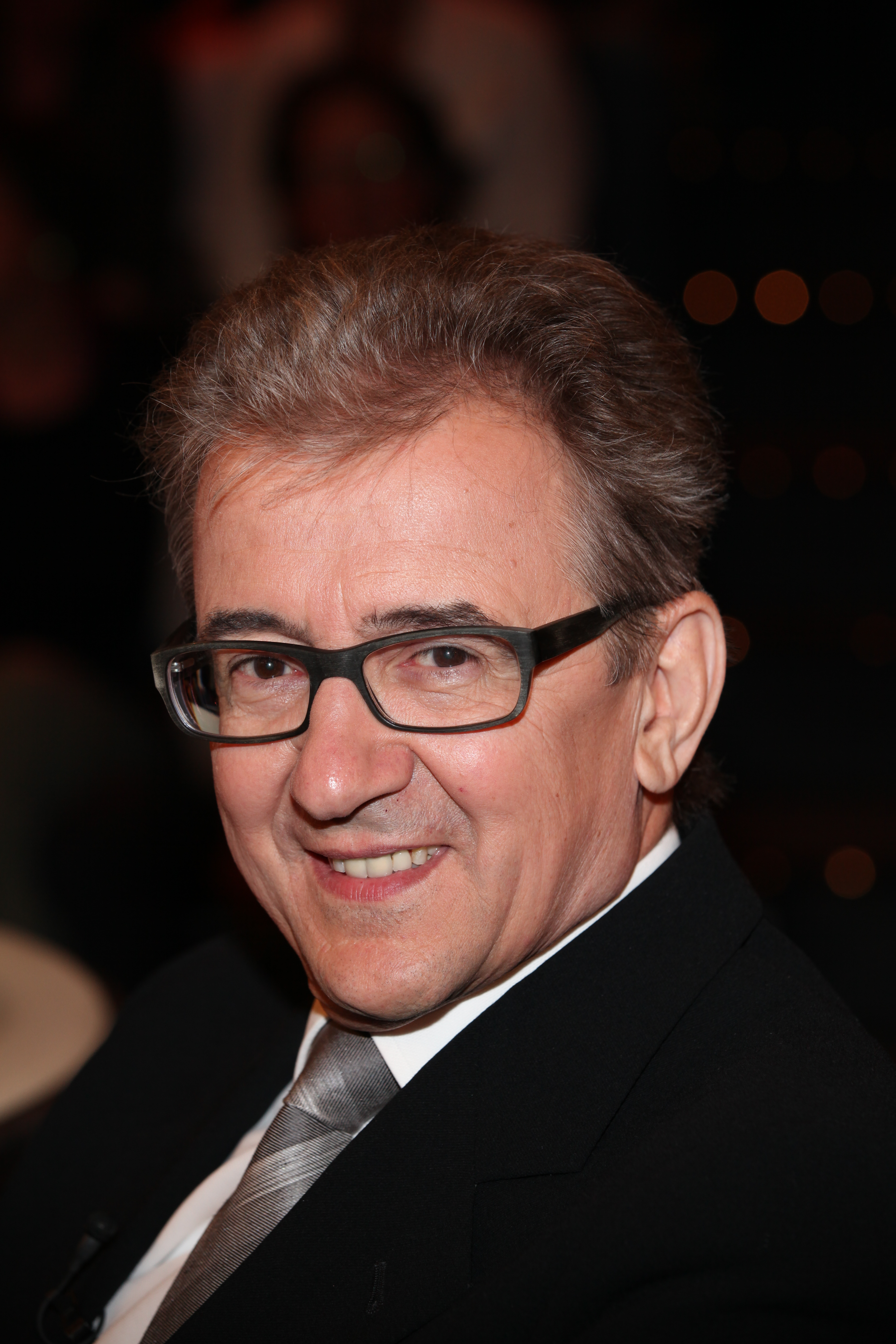
Andreas Lukoschik im Studio Fernsehmacher, Sendung Markus Lanz 2012.

Andreas Lukoschik (* 31. Januar 1953 in Bad Salzuflen) ist ein deutscher Fernsehmoderator, Schauspieler und Autor, bekannt auch unter dem Pseudonym Leo.

## Leben
Der Diplom-Psychologe erlangte von 1987 bis 1991 durch sein in der ARD ausgestrahltes Gesellschaftsmagazin Leo’s bundesweite Bekanntheit. Dafür erhielt er 1989 zusammen mit Stephan Reichenberger den Adolf-Grimme-Preis mit Bronze. Weihnachten 1991 verabschiedete sich Lukoschik vom Bildschirm – „weil man aufhören soll, wenn’s am schönsten ist“ –, um neue Projekte in Angriff zu nehmen. Unter anderem erfand er als Unterhaltungschef von VOX das Medienmagazin Canale Grande.
Lukoschik spielte u. a. in den Spielfilmen Schtonk und Peanuts als auch in den Fernsehserien Zwei Männer am Herd und Die Verbrechen des Professor Capellari mit. Darüber hinaus schrieb er sieben Bücher, mit denen er nach Ansicht von Peter Wippermann zur „Stammzelle der Trendforschung in Deutschland“ wurde. Auch engagierte sich Lukoschik bei Eberhard Schoeners Projekt Virtopera. Es handelt sich dabei um die erste Oper fürs Internet, in der eine in Echtzeit animierte virtuelle Figur – Cold Genius mit Namen – den Versuch unternimmt herauszufinden, was Menschen so anders macht als virtuelle „Zeitgenossen“. Lukoschik war Koautor und lieh Cold Genius Mimik und Stimme. 1994 gründete er zusammen mit Florian Langenscheidt  die Kinderhilfsorganisation Children for a better World. Seit deren Gründung ist er Mitglied im ehrenamtlichen Vorstand und lenkt die Organisation mit vier weiteren ehrenamtlichen Mitgliedern. In einer Anthologie von 1995 schildert Lukoschik seine Erinnerungen an Kindheit und Jugend.
Aktuell lebt Lukoschik in der Schweiz im Kanton Schwyz. Seit 1998 leitet er dort die Amadeus AG, eine Agentur für International Cultural Engineering und Marketing. Im Jahre 2001 vermittelte Lukoschik dem Grimme-Institut das Unternehmen Intel als Hauptsponsor für den Grimme Online Award. Im Jahr 2012 veröffentlichte Lukoschik ein Sachbuch über die Tourismusbranche mit dem Titel Schläft das Personal auch an Bord? Ein Kreuzfahrt-ABC, in dem er das Berufsleben auf Kreuzfahrtschiffen beleuchtet. Darüber hinaus ist er Chefredakteur des Magazins Y Mag, das den Kanton Schwyz in Szene setzen soll.